# Grand Cru (album)
Grand Cru - Musik inspireret af livet er den første EP fra L.O.C. der udkom den 31. december 2014 på SGMD. Det er L.O.C.'s første EP nogensinde, og den består af 5 numre der fusionerer genrerne rap, swing og croon. Om teksterne på EP'en har L.O.C. udtalt: "I hiphop og rap har det altid været i højeste kurs at rappe om kampen og om at klare den. Men jeg synes, det ville være lidt løgn, hvis jeg forsøgte at fremstille det, som om jeg kæmper en brav kamp for at få tilværelsen til at hænge sammen. Jeg har altid været fascineret af at rappe om regnvejrsdage, men solen skinner jo også en gang imellem". Albummets første single, "Diva" udkom den 26. december 2014. "Gentlemen" udkom som anden single den 13. april 2015. Den 17. juli 2015 udkom albummets tredje single, "Farvel" i et B.A.N.G.E.R.S. remix medvirkende U$O og Marwan.

## Spor
Alt tekst skrevet af Liam O'Connor, alt musik komponeret af Liam O'Connor og Esben Thornhal.
| #  | Titel       | Længde |
| -- | ----------- | ------ |
| 1. | "Diva"      | 3:24   |
| 2. | "Gentlemen" | 4:12   |
| 3. | "Farvel"    | 2:17   |
| 4. | "Champagne" | 2:57   |
| 5. | "Flashy"    | 2:55   |

| 6. | "Diva" (musikvideo)      | 3:23 |
| 7. | "Champagne" (musikvideo) | 2:57 |
| 8. | "Gentlemen" (musikvideo) | 4:14 |
| 9. | "Farvel" (musikvideo)    | 2:18 |